# Valkyrie Profile 2: Silmeria
Válkyrie Profíle 2: Silméria  (яп. ヴァルキリープロファイル2 シルメリア Варукири: Пурофаиру 2 Сирумэриа) — японская ролевая игра, разработанная компанией tri-Ace и выпущенная Square Enix 22 июня 2006 года в Японии, 26 сентября 2006 года в США и 7 сентября 2007 года в странах региона PAL. Является продолжением Valkyrie Profile.

## Игровой процесс
Большую часть времени игрок исследует различные подземелья, управляя главный героем — принцессой Алисией (англ. Alicia), причём перемещение осуществляется в двухмерном пространстве в режиме реального времени. Персонаж может прыгать, атаковать противников мечом и создавать кристаллы, с помощью которых решаются различные головоломки.
Все враги на уровне видны; как только Алисия прикоснётся к ним или ударит мечом, начнётся битва, во время которой отряд игрока перенесётся на отдельное «поле битвы». В данном режиме игрок контролирует весь свой отряд (до четырёх человек). Перемещение по полю затрачивает определённое количество очков действия (англ. Action Points, AP) — как только их количество достигнет нуля, персонаж временно не сможет двигаться и выполнять действия. При приближении к вражескому юниту начнётся бой, в котором каждому герою назначается одна из клавиш на геймпаде PlayStation 2 (крест, круг, квадрат и треугольник). Нажав соответствующую клавишу, игрок приказывает атаковать нужному персонажу. Кроме того, в бою можно использовать заклинания или предметы. Как только все противники погибнут, битва будет завершена и каждый член отряда получит определённое количество очков опыта. Если весь отряд погибнет (количество очков жизни всех персонажей дойдёт до нуля), то игра будет окончена.
По сравнению с предыдущей игрой серии, в Valkyrie Profile 2 нельзя выбирать уровень сложности, но при каждом новом прохождении он автоматически повышается. Кроме того, игрок более не ограничен временными рамками (раньше игра была разделена на так называемые периоды и главы).

## Система боя
Битва проходит в реальном времени в 3D масштабе, используя расширенную тактическую комбинацию(англ. Advanced Tactical Combination или (ATC))систему битвы. Борьба включает в себя использование Attack Points (AP) которые необходимы для действия в бою. Очки потребляются для стремительного нападения и пополняются за счёт победы,
нападения врагов, или передвижения после недлительного времени. Время течет только когда игрок движется, давая ему время, чтобы спланировать как и куда идти дальше. После того, как нападение происходит на экране происходит масштабирование на группе позволяющее игроку спланировать свои атаки или оборону. Группа также может проводить Leader assault (рус.атаку лидера) после которой уничтожение вражеского лидера может привести к бегству врагов и повышения опыта. Персонажи имеют разные нападения. Нанизывание добавляет Heat Gauge.Когда Heat Gauge достигает 100 % в 1 очередь, персонажи могут выполнять свои Soul Crush:специальную атаку которая наносит большой урон и снова повышения Heat Gauge, которое возможно поможет другому персонажу провести ещё одну свою Soul Crush.Время перезарядки Soul Crush отсутствует что позволяет использовать её каждый раз когда Heat Gauge повышается на 100 %. Это отсутствие заряда времени означает, что маги могут атаковать каждый поворот с магией, А на самом деле, они борются как обычно, правда, только с магией. Новым в игре является концепция разрыва врага на части. Различные атаки могут попасть в разные части тела врага и тем самым повлиять на урон нанесенный ему. Как только определенная часть получила достаточный ущерб она может разорваться.
Когда части врага разрывает, отряд может проводить свои спецатаки (Soul Crush) с неограниченным AP на короткий промежуток времени. Части монстров могут содержать вспомогательное оборудование или сырьё, которое может быть продано или использовано для создания оружия, брони и других предметов.
При подключении второго контролера второй игрок может управлять одним или несколькими персонажами в бою.

## Отзывы
| Сводный рейтинг | Сводный рейтинг |
| Агрегатор       | Оценка          |
| --------------- | --------------- |
| GameRankings    | 84,35 %         |